# Mike Gordon (Politiker)
Mike Gordon (* 15. November 1957 in Lynwood; † 25. Juni 2005 in El Segundo) war ein US-amerikanischer Politiker.

## Politische Karriere
Gordon war Mitglied der Demokratischen Partei. Seit 1996 im Stadtrat von El Segundo wurde Gordon 1998 zum Bürgermeister dieser Kleinstadt. Ende 2004 trat er zurück, um für die California State Assembly (Distrikt 53) zu kandidieren. Er entschied die Wahl gegen drei Mitbewerber mit etwas mehr als 50 % der Stimmen für sich und wurde im Dezember 2004 angelobt. Wenige Monate danach wurde bei Gordon ein Gehirntumor festgestellt. Er starb nach nur 202 Tagen im Amt im Alter von 47 Jahren.
In seiner kurzen Amtszeit brachte Mike Gordon 19 Gesetzentwürfe ein, von denen vier nach seinem Tod zu Gesetzen wurden.